# Август (Саксония)
Вижте пояснителната страница за други личности с името Август.
Август или Аугуст (на немски: August von Sachsen, Augustus, Vater August; * 31 юли 1526, Фрайберг; † 11 февруари 1586, Дрезден, Курфюрство Саксония) от рода на Албертинските Ветини, е курфюрст на Саксония от 1553 до смъртта си 1586 г. и маршал на Свещената Римска империя.

## Живот
Август е третият син на херцог Хайнрих IV Благочестиви (1473 – 1541) и на протестантската му съпруга Катарина от Мекленбург (1487 – 1561), дъщеря на херцог Магнус II фон Мекленбург. През 1536 г. баща му става протестант.
Аугуст расте в императорския двор в Инсбрук, където става близък приятел на по-късния император Максимилиан II. След смъртта на баща му през 1541 г. Август не получава от брат си курфюрст Мориц († 11 юли 1553) в началото територии, а финансови плащания и през 1544 г. управлението на Епископия Мерзебург. През 1546 г. той получава от брат си своя войска за защитата на Дрезден и през 1552 г. регентството.
Август наследява големия си брат курфюрст Мориц, който е убит в битката при Зиверсхаузен без мъжки наследници, и му издига паметник в Дрезден. През 1554 г. Август се отказва чрез договора в Наумбург в полза на Ернестинската линия на Ветините от голяма част от територията си.
През 1567 г. Аугуст завладява Гота, затваря осъдения ернестински Йохан Фридрих II и така получава някои тюрингски служби. Той става надзорник на децата на Йохан Вилхелм от Саксония-Ваймар и така печели Фогтланд и част от Графство Хенеберг. Той е водач на лутераните в империята (Corpus Evangelicorum).
Август умира през 1586 г. в Дрезден и е погребан в катедралата на Фрайберг. Август е последван от единствения му жив син Кристиан I.

## Семейство
1-ви брак: на 7 октомври 1548 г. в Торгау с принцеса Анна Датска (1532 – 1585), дъщеря на крал Кристиан III, крал на Дания и Норвегия (1503 – 1559), и на Доротея фон Саксония-Лауенбург (1511 – 1571). Двамата живеят в резиденцията Вайсенфелс. Те имат 15 деца:
- Йохан Хайнрих (*/† 1550), принц на Саксония
- Елеонора (1551 – 1553)
- Елизабет (1552 – 1590)

∞ 1570 пфалцграф Йохан Казимир от Зимерн (1543 – 1592)
- Александер (1554 – 1565), принц на Саксония
- Магнус (1555 – 1558)
- Йоахим (*/† 1557)
- Хектор (1558 – 1560)
- Кристиан I (1560 – 1591), курфюрст на Саксония

∞ 1582 принцеса София фон Бранденбург (1568 – 1622)
- Мари (1562 – 1566)
- Доротея (1563 – 1587)

∞ 1585 херцог Хайнрих Юлий от Брауншвайг-Волфенбютел (1564 – 1613)
- Амалия (*/† 1565)
- Анна (1567 – 1613)

∞ 1586 (развед. 1593) херцог Йохан Казимир от Саксония-Кобург (1564 – 1633)
- Август (1569 – 1570)
- Адолф (1571 – 1572)
- Фридрих (1575 – 1577)

2-ри брак: на 3 януари 1586 г., три месеца след смъртта на първата му съпруга, Август се жени в Десау за едва 13-годишната Агнес Хедвига фон Анхалт (1573 – 1616), дъщеря на княз Йоахим Ернст от Анхалт. Август умира шест седмици след сватбата.
Август има една извънбрачна дъщеря:
- Катарина Сибила (1584 + 1658), омъжва се 1620 г. за Фридрих фон Мегендхоф.